# Gekitotsu! Satsujin ken
(Uno slogan del film)
Gekitotsu! Satsujin ken (激突!殺人拳) è un film del 1974, diretto da Shigehiro Ozawa. Conosciuto anche col titolo internazionale The Street Fighter, viene citato nella versione italiana del film Una vita al massimo col titolo Il teppista, pur non essendo mai stato distribuito in Italia.

## Trama
Giappone. Takuma Tsurugi è un violento sicario la cui arma principale sono le arti marziali. Quando alcuni Yakuza gli propongono di rapire Sarai Chuayut-Hammett, figlia di un magnate del petrolio appena deceduto, Tsurugi rifiuta e umilia i mafiosi che provano, invano, ad ucciderlo. Deciso a combatterli, il sicario si allea con Kendō Masaoka, zio di Sarai e grande maestro di arti marziali. Ne scaturirà un'escalation di massacri a mani nude.

## Produzione
Ispirato al famoso I 3 dell'Operazione Drago, il film ha come protagonista un giovanissimo Sonny Chiba, al tempo conosciuto in Giappone solo per alcuni sceneggiati e miniserie TV.

## Accoglienza
Gekitotsu! Satsujin ken è spesso citato da Quentin Tarantino come uno dei suoi preferiti: nel 1993 il film e i suoi sequel ricevettero grande attenzione negli Stati Uniti d'America grazie alla pellicola Una vita al massimo, scritta da Tarantino, in cui il protagonista porta una squillo a vedere una maratona di film di arti marziali che comprende anche Gekitotsu! Satsujin ken. Il film è stato il primo a essere censurato quasi interamente unicamente per la violenza grafica, in particolare per la scena in cui Terry taglia il pene di un uomo a mani nude.
Dopo il successo Gekitotsu! Satsujin ken, sempre nel 1974 il regista Shigehiro Ozawa girò i sequel Satsujin ken 2 e Gyakushû! Satsujin ken, mentre lasciò al regista Kazuhiko Yamaguchi lo spin-off I due che spezzarono il racket, dal quale venne ricavata un'altra saga incentrata sulla sorella di Terry.

## Sequel
- Satsujin ken 2 (1974)
- Gyakushû! Satsujin ken (1974)

## Spin-off
- I due che spezzarono il racket (Onna hissatsu ken) (1974)
- Onna hissatsu ken: Kiki ippatsu (1974)
- Kaette kita onna hissatsu ken (1975)
- Onna hissatsu godan ken (1976)